# Zwarte zwaluw
De zwarte zwaluw (Hirundo nigrita) is een zwaluw uit het geslacht Hirundo.

## Verspreiding en leefgebied
Deze soort komt voor in westelijk en centraal Afrika.